# Marcellus (Lot-et-Garonne)
Marcellus est une commune du Sud-Ouest de la France, située dans le département de Lot-et-Garonne, en région Nouvelle-Aquitaine.

## Géographie

### Localisation
Commune de l'aire d'attraction de Marmande située dans la vallée de la Garonne entre l'autoroute A62 et la Garonne, à une dizaine de kilomètres au sud-ouest de Marmande.

### Communes limitrophes
Les communes limitrophes sont Couthures-sur-Garonne, Cocumont, Gaujac, Meilhan-sur-Garonne et Montpouillan.
|                     | Couthures-sur-Garonne | Gaujac       |
| Meilhan-sur-Garonne | Marcellus             |              |
| Cocumont            |                       | Montpouillan |

### Hydrographie
Le canal latéral à la Garonne (Toulouse-Castets et Castillon en Gironde) traverse le nord du territoire communal qui n'abrite aucune écluse.

### Climat
Pour des articles plus généraux, voir Climat de la Nouvelle-Aquitaine et Climat de Lot-et-Garonne.
Historiquement, la commune est exposée à un climat océanique aquitain.  
En 2020, Météo-France publie une typologie des climats de la France métropolitaine dans laquelle la commune est exposée à un climat océanique et est dans la région climatique Aquitaine, Gascogne, caractérisée par une pluviométrie abondante au printemps, modérée en automne, un faible ensoleillement au printemps, un été chaud (19,5 °C), des vents faibles, des brouillards fréquents en automne et en hiver et des orages fréquents en été (15 à 20 jours).
Pour la période 1971-2000, la température annuelle moyenne est de 12,8 °C, avec une amplitude thermique annuelle de 15 °C. Le cumul annuel moyen de précipitations est de 824 mm, avec 11,1 jours de précipitations en janvier et 6,8 jours en juillet. Pour la période 1991-2020, la température moyenne annuelle observée sur la station météorologique la plus proche, située sur la commune de Saint-Martin-Curton à 17 km à vol d'oiseau, est de 13,7 °C et le cumul annuel moyen de précipitations est de 867,2 mm,. Pour l'avenir, les paramètres climatiques de la commune estimés pour 2050 selon différents scénarios d’émission de gaz à effet de serre sont consultables sur un site dédié publié par Météo-France en novembre 2022.

## Urbanisme

### Typologie
Au 1er janvier 2024, Marcellus est catégorisée commune rurale à habitat dispersé, selon la nouvelle grille communale de densité à sept niveaux définie par l'Insee en 2022.
Elle est située hors unité urbaine. Par ailleurs la commune fait partie de l'aire d'attraction de Marmande, dont elle est une commune de la couronne,. Cette aire, qui regroupe 48 communes, est catégorisée dans les aires de 50 000 à moins de 200 000 habitants,.

### Occupation des sols

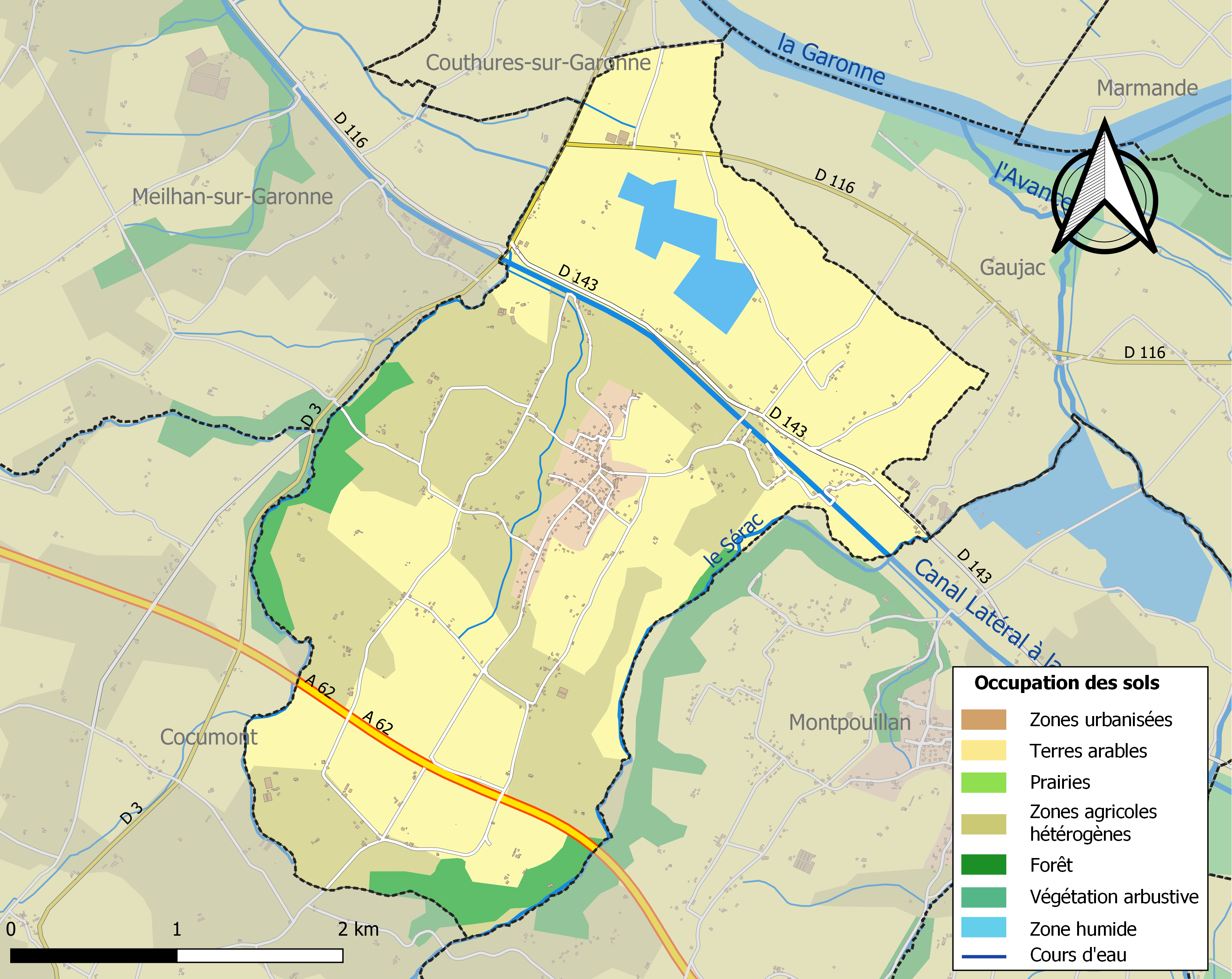
Carte des infrastructures et de l'occupation des sols de la commune en 2018 (CLC).

L'occupation des sols de la commune, telle qu'elle ressort de la base de données européenne d’occupation biophysique des sols Corine Land Cover (CLC), est marquée par l'importance des territoires agricoles (88,9 % en 2018), en diminution par rapport à 1990 (91 %). La répartition détaillée en 2018 est la suivante : 
terres arables (47,5 %), zones agricoles hétérogènes (34,1 %), cultures permanentes (7,3 %), forêts (5,2 %), zones urbanisées (3,3 %), eaux continentales (2,6 %). L'évolution de l’occupation des sols de la commune et de ses infrastructures peut être observée sur les différentes représentations cartographiques du territoire : la carte de Cassini (XVIIIe siècle), la carte d'état-major (1820-1866) et les cartes ou photos aériennes de l'IGN pour la période actuelle (1950 à aujourd'hui).

### Voies de communication et transports
L'Autoroute A62 (Bordeaux-Toulouse) traverse le sud du territoire communal. L'accès le plus proche est le no 5, dit de Marmande, situé à 9 km vers le sud-est.

### Risques majeurs
Le territoire de la commune de Marcellus est vulnérable à différents aléas naturels : météorologiques (tempête, orage, neige, grand froid, canicule ou sécheresse), inondations et séisme (sismicité très faible). Il est également exposé à deux risques technologiques, le transport de matières dangereuses et la rupture d'un barrage. Un site publié par le BRGM permet d'évaluer simplement et rapidement les risques d'un bien localisé soit par son adresse soit par le numéro de sa parcelle.

#### Risques naturels
La commune fait partie du territoire à risques importants d'inondation (TRI) de Tonneins et Marmande, regroupant 19 communes concernées par un risque de débordement de la Garonne, un des 18 TRI qui ont été arrêtés fin 2012 sur le bassin Adour-Garonne. Les événements antérieurs à 2014 les plus significatifs sont les crues de 1770, 1875, 1930 et 1952. Des cartes des surfaces inondables ont été établies pour trois scénarios : fréquent (crue de temps de retour de 10 ans à 30 ans), moyen (temps de retour de 100 ans à 300 ans) et extrême (temps de retour de l'ordre de 1 000 ans, qui met en défaut tout système de protection). La commune a été reconnue en état de catastrophe naturelle au titre des dommages causés par les inondations et coulées de boue survenues en 1982, 1983, 1989, 1999, 2009, 2018 et 2021,.

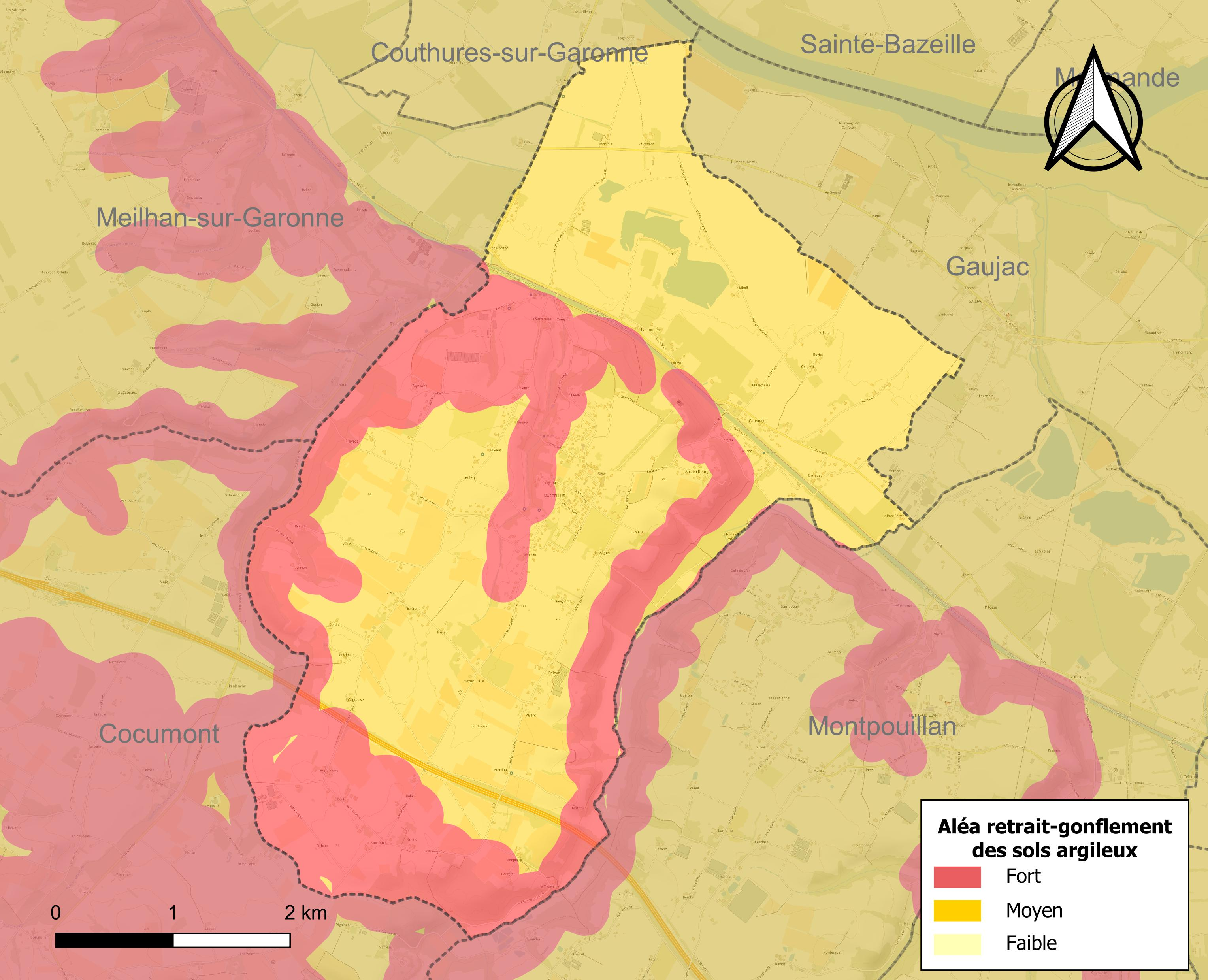
Carte des zones d'aléa retrait-gonflement des sols argileux de Marcellus.

Le retrait-gonflement des sols argileux est susceptible d'engendrer des dommages importants aux bâtiments en cas d’alternance de périodes de sécheresse et de pluie. La totalité de la commune est en aléa moyen ou fort (91,8 % au niveau départemental et 48,5 % au niveau national). Depuis le 1er octobre 2020, en application de la loi ELAN, différentes contraintes s'imposent aux vendeurs, maîtres d'ouvrages ou constructeurs de biens situés dans une zone classée en aléa moyen ou fort,.
Concernant les mouvements de terrains, la commune a été reconnue en état de catastrophe naturelle au titre des dommages causés par des mouvements de terrain en 1999.

#### Risque technologique
La commune est en outre située en aval des barrages de Grandval dans le Cantal et de Sarrans en Aveyron, des ouvrages de classe A. À ce titre elle est susceptible d’être touchée par l’onde de submersion consécutive à la rupture de cet ouvrage.

## Toponymie
Le nom de la commune proviendrait d'un anthroponyme, soit celui d'un commandant d’une légion romaine, soit celui d'un gaulois qui aurait eu une position importante au sein de l’administration romaine, soit celui de l’archidiacre du comté de Bazas au IVe siècle.
En occitan, la graphie du nom de la commune est identique.

## Politique et administration
| Période   | Période      | Identité         | Étiquette | Qualité           |
| --------- | ------------ | ---------------- | --------- | ----------------- |
| 1958      | 1996         | André Chomeau    |           |                   |
| 1996      | 22 mars 2008 | Jean Durand      |           | Retraité agricole |
| mars 2008 | En cours     | Jean-Claude Derc |           |                   |

## Démographie
Les habitants sont appelés les Marcellusiens.
L'évolution du nombre d'habitants est connue à travers les recensements de la population effectués dans la commune depuis 1793. Pour les communes de moins de 10 000 habitants, une enquête de recensement portant sur toute la population est réalisée tous les cinq ans, les populations de référence des années intermédiaires étant quant à elles estimées par interpolation ou extrapolation. Pour la commune, le premier recensement exhaustif entrant dans le cadre du nouveau dispositif a été réalisé en 2004.

En 2022, la commune comptait 874 habitants, en évolution de +0,92 % par rapport à 2016 (Lot-et-Garonne : −0,18 %, France hors Mayotte : +2,11 %).
| 1793 | 1800 | 1806 | 1821 | 1831  | 1836 | 1841  | 1846 | 1851 |
| ---- | ---- | ---- | ---- | ----- | ---- | ----- | ---- | ---- |
| 814  | 918  | 961  | 930  | 1 011 | 984  | 1 006 | 990  | 974  |

| 1856 | 1861 | 1866 | 1872 | 1876 | 1881 | 1886 | 1891 | 1896 |
| ---- | ---- | ---- | ---- | ---- | ---- | ---- | ---- | ---- |
| 905  | 937  | 922  | 806  | 832  | 814  | 813  | 770  | 722  |

| 1901 | 1906 | 1911 | 1921 | 1926 | 1931 | 1936 | 1946 | 1954 |
| ---- | ---- | ---- | ---- | ---- | ---- | ---- | ---- | ---- |
| 708  | 709  | 645  | 558  | 590  | 595  | 614  | 626  | 616  |

| 1962 | 1968 | 1975 | 1982 | 1990 | 1999 | 2004 | 2006 | 2009 |
| ---- | ---- | ---- | ---- | ---- | ---- | ---- | ---- | ---- |
| 593  | 617  | 570  | 570  | 692  | 699  | 732  | 755  | 800  |

| 2014 | 2019 | 2022 | - | - | - | - | - | - |
| ---- | ---- | ---- | - | - | - | - | - | - |
| 838  | 856  | 874  | - | - | - | - | - | - |

## Culture locale et patrimoine

### Lieux et monuments
- Château de Marcellus, inscrit au titre des monuments historiques depuis 1986[28].
- Église paroissiale Saint-Pierre, construite au cours de la première moitié du XIXe siècle et n'ayant conservé que le  clocher du précédent édifice de style Renaissance de la fin du XVIIe siècle[29]. Elle est inscrite à l'Inventaire général du patrimoine culturel[30].

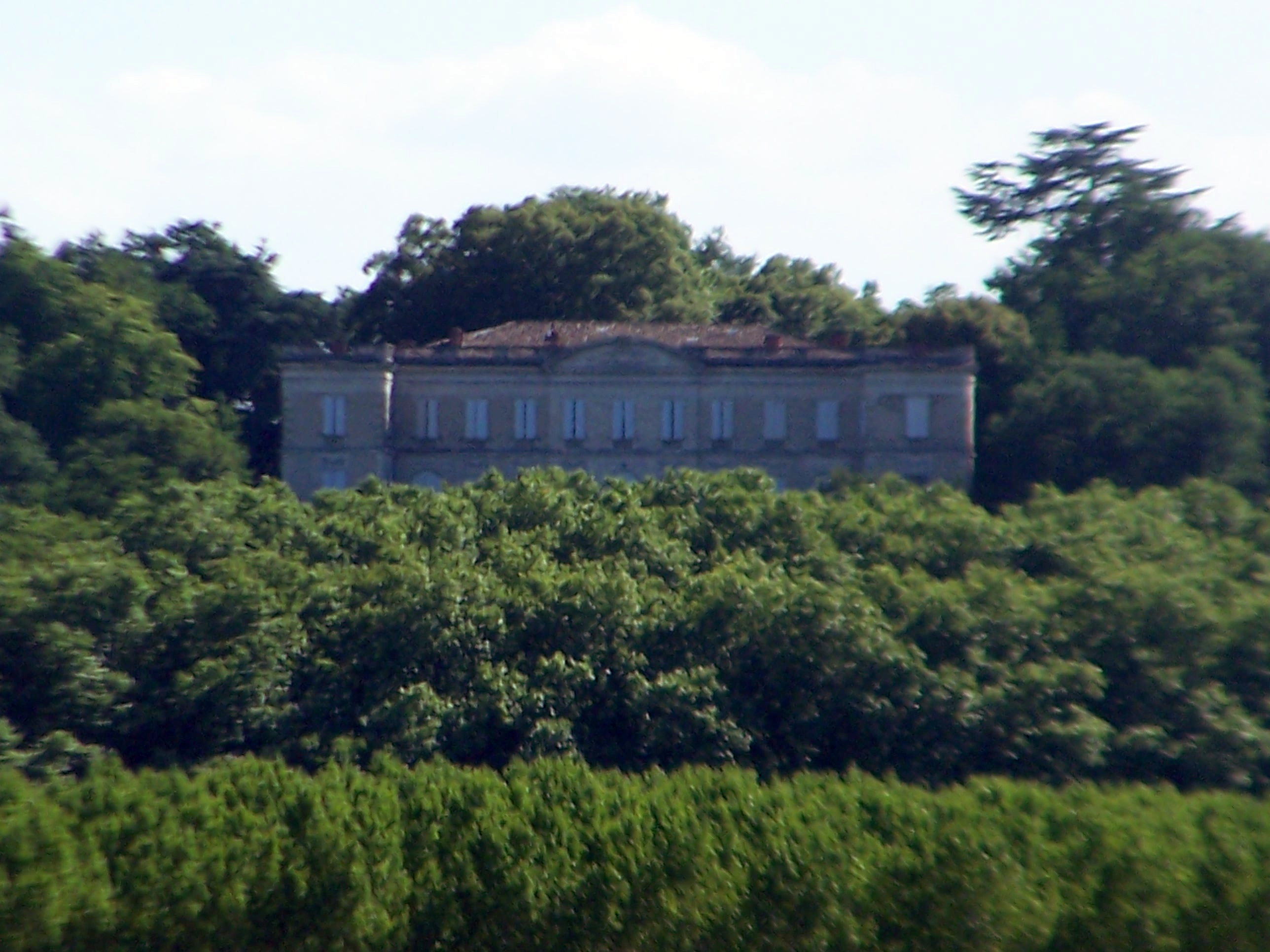
Le château (juin 2015).
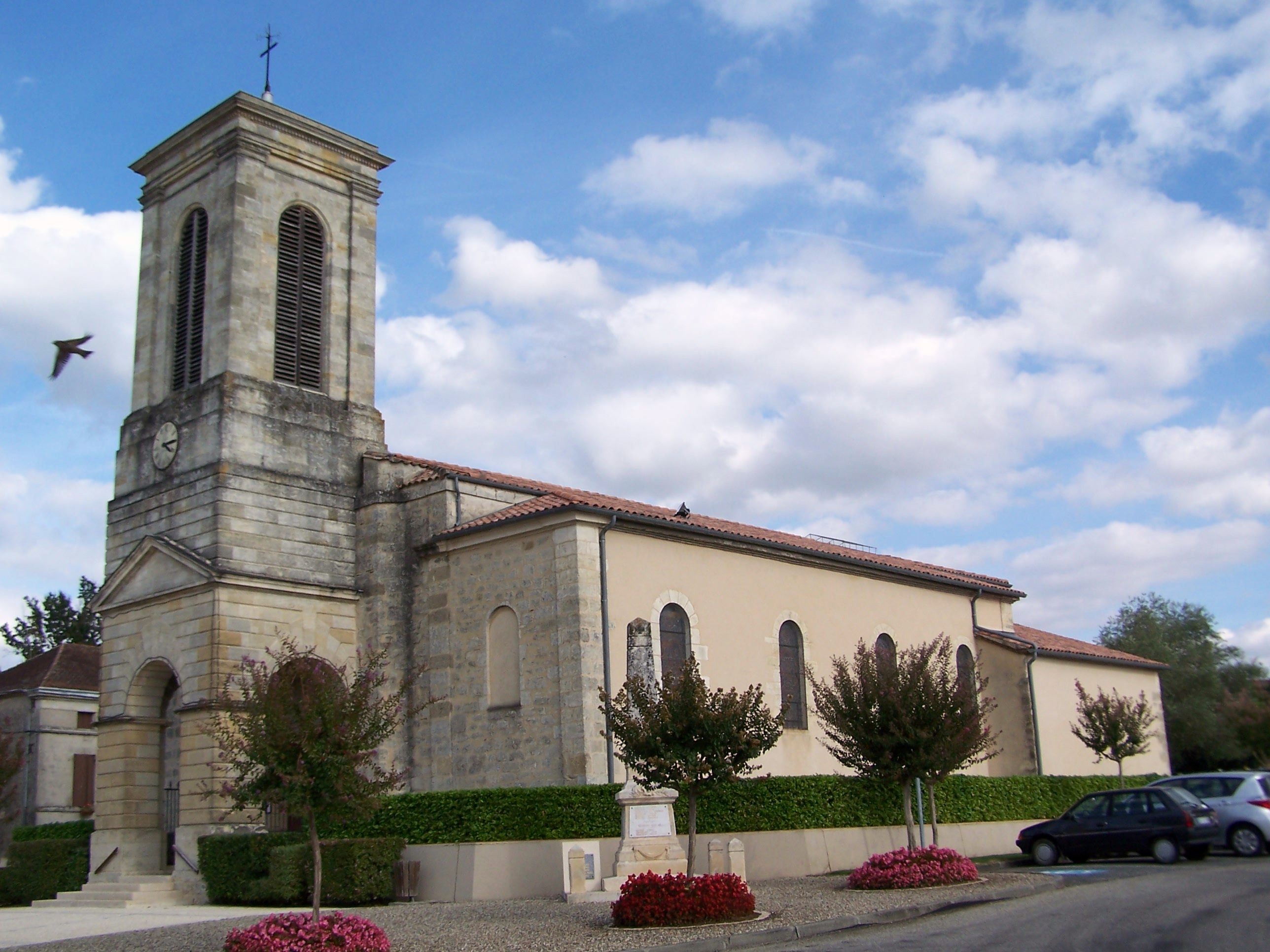
L'église Saint-Pierre (octobre 2012).
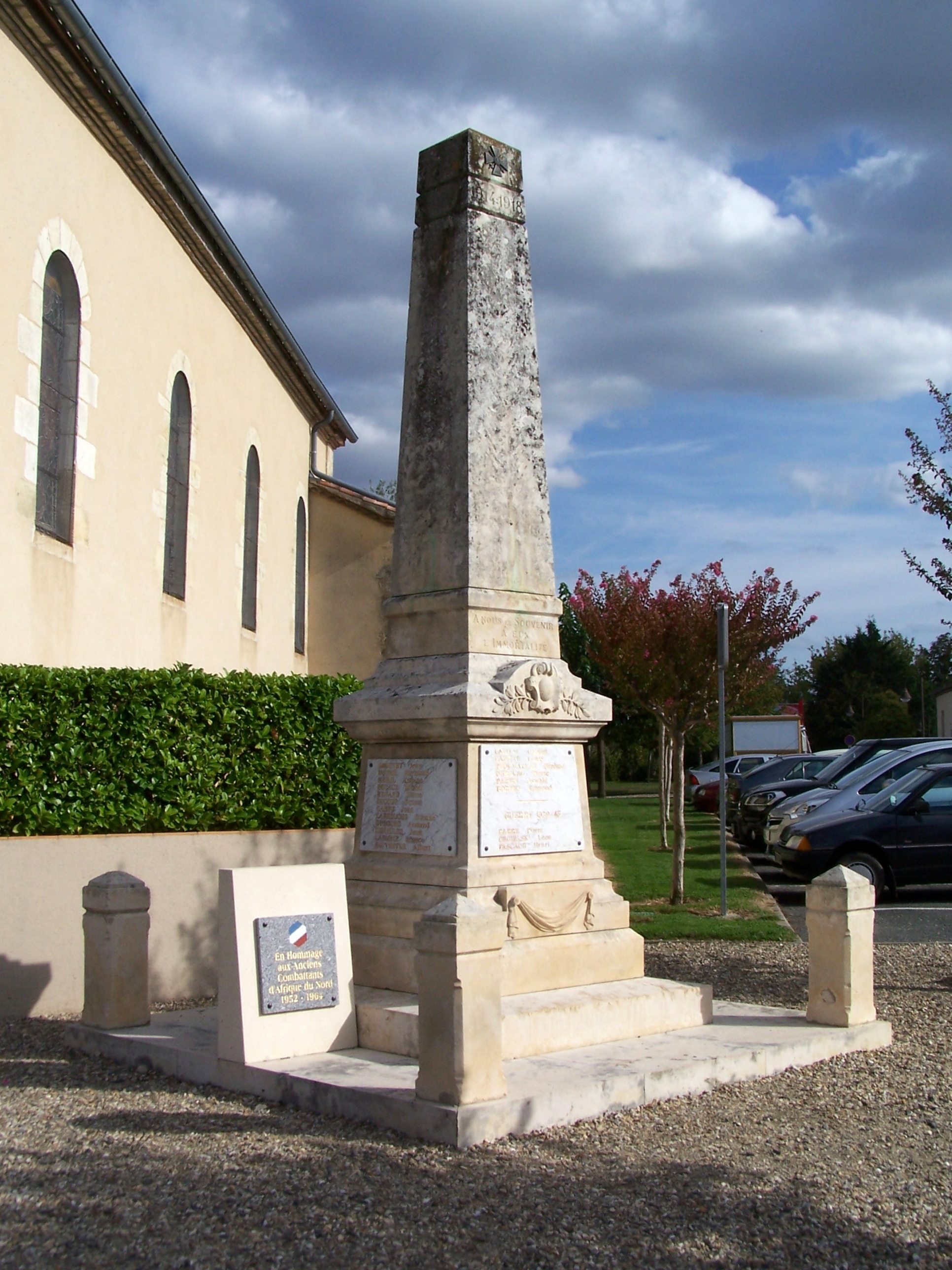
Le monument aux morts près de la mairie (octobre 2012).

### Personnalités liées à la commune

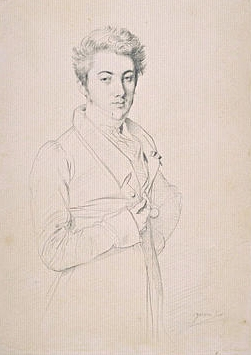
Ingres : Le comte Lodoïs de Martin du Tyrac, 1825.

- Marie-Louis Auguste de Martin du Tyrac (1776-1841), 3e comte de Marcellus, député de la Gironde, littérateur.
- Lodoïs de Martin du Tyrac(1795-1861), 4e comte de Marcellus, diplomate, voyageur et helléniste français ; on lui doit, entre autres, d'avoir permis que la Vénus de Milo vienne en France. Marié à Valentine de Forbin, fille d'Auguste de Forbin, il est enterré à Marcellus, tandis que sa femme est enterrée dans son village natal, dans leur château d'Audour, à Dompierre-les-Ormes, en Saône-et-Loire.

### Héraldique
| Blason de Marcellus | Blason  | Parti d'argent et de gueules, au drapeau tricolore mis en pal et à l'étoile d'or, le tout sommé d'un chef d'azur chargé de trois abeilles d'or. |
| Blason de Marcellus | Détails | Créé en 1865. Le statut officiel du blason reste à déterminer.                                                                                  |